# 潘禋
潘禋（？—1427年），浙江承宣布政使司寧波府鄞縣（今浙江省寧波市），明朝军事将领。
潘禋以后军都督府都事身份跟从柳升征讨安南，其曾劝柳升持重，并以芹站、寧橋事为戒，柳升不听。后大军战败，潘禋在格斗中阵亡。